# Иришки венац
Иришки венац је врх Фрушке горе висине 502 метра надморске висине. Путни превој се налази на 451 метар надморске висине. Налази се у општини Ириг у Војводини. Најближе насеље врху је градић Ириг.
Иришки венац се налази у средишњем делу планине, а у његовој близини налази се хотел Норцев, планинарски дом Војводина, ресторан „Лугарница”. Ово познато излетиште на овој планини, са уређеним паркиралиштем и делом за камповање.
Овај врх можда је више познат као највиши превој у Војводини, који спаја 20 километара удаљен Нови Сад са делом земље јужно од њега (Срем, Мачва, Подриње) као и са ауто-путем Београд-Загреб. Овај правац је веома важан и има ниво магистралног пута. Због тога је и сам превој веома битан - ту се налази раскрсница овог пута са Партизанским путем, који се простире целом њеном дужином од источног, ка западном делу Фрушке горе, од Банстола до раскрснице са путем Визић—Нештин.
Пре Другог светског рата овде се налазило лечилиште за туберкулозу, једино модерније за источни део државе. Туристички дом је изграђен 1934, Дом друштва Фрушка гора.
На Иришком венцу се налази споменик „Слобода“, подигнут 1951. године, у знак сећања на борце Народноослободилачке борбе, аутора вајара Сретена Стојановића и споменик људском немару, подигнутом 2010. године на иницијативу еколошких организација.